# Ils ne passeront pas!

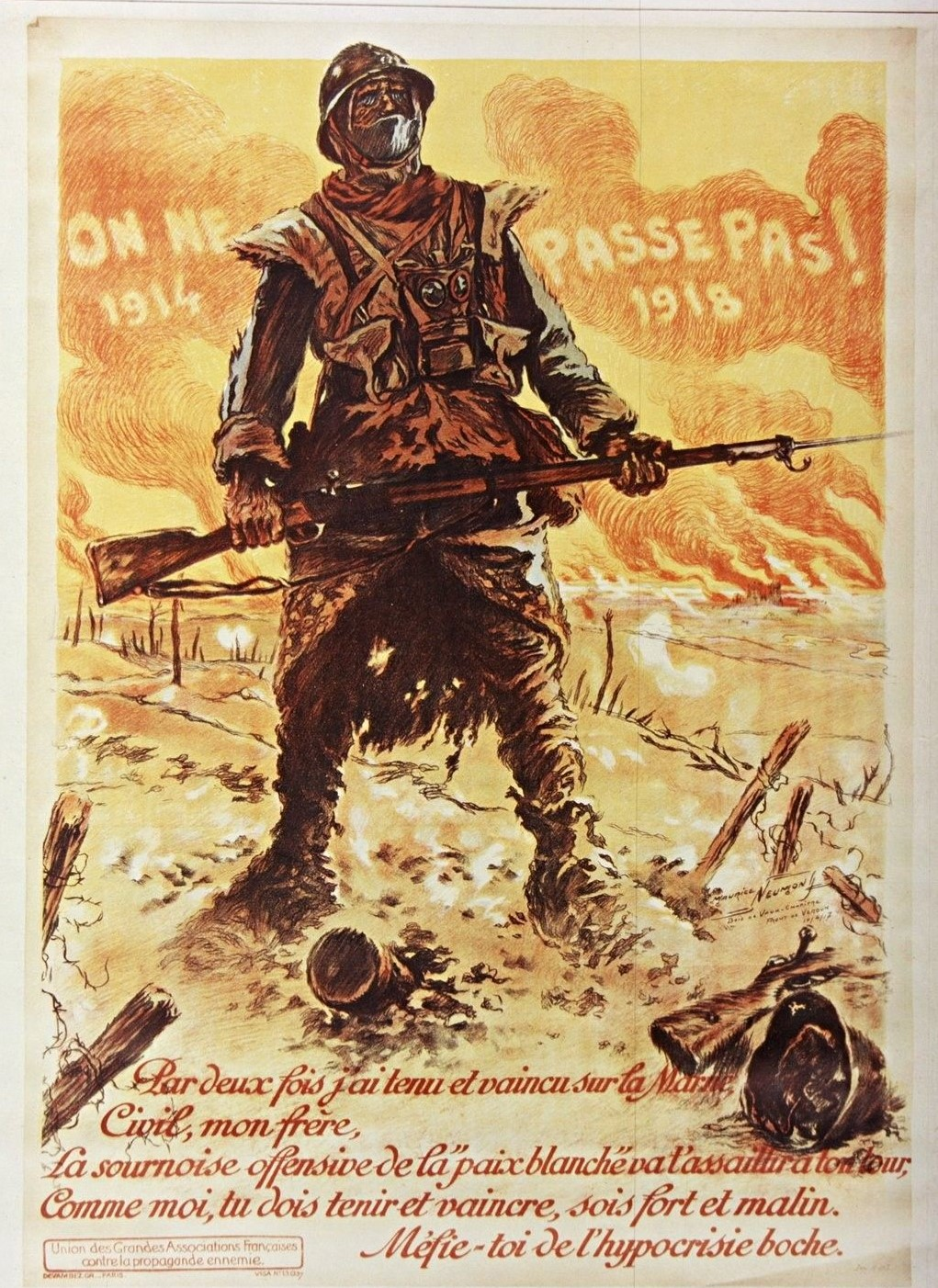
On ne passe pas !
Französisches Propaganda-Poster von Maurice Neumont.

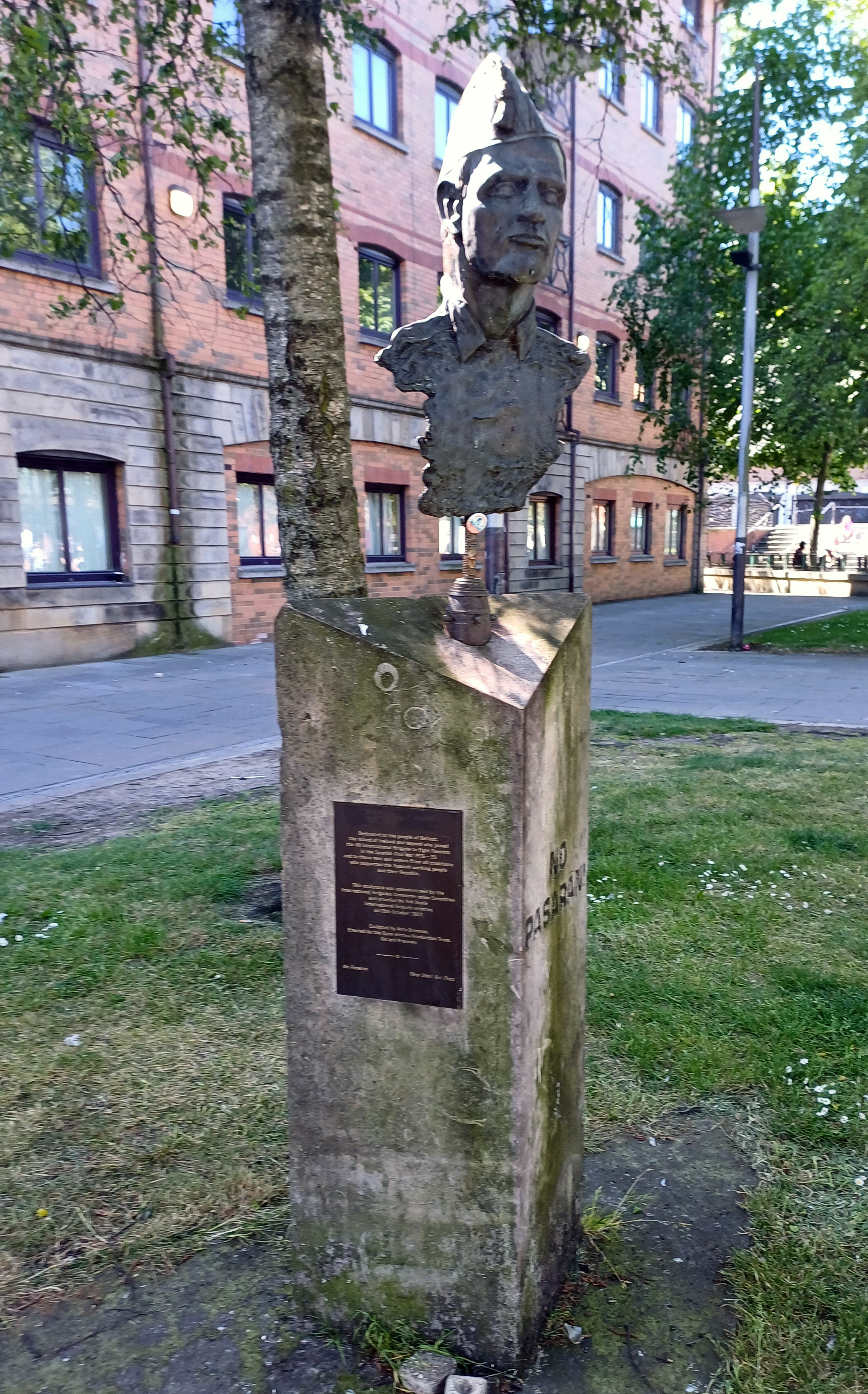
"No Pasaran!" in Belfast

„Ils ne passeront pas !“, auch „On ne passe pas !“ (deutsch: „Sie werden nicht durchkommen!“; spanisch: „¡No pasarán!“; rumänisch: „Pe aici nu se trece!“), ist ein Slogan, der Entschlossenheit ausdrückt, den Gegner eine Position nicht erobern zu lassen.

## Ils ne passeront pas!
Ils ne passeront pas ! wurde 1916 von den französischen Generälen Robert Nivelle und Philippe Pétain als Motto für den Widerstand gegen die deutschen Angreifer während der Schlacht um Verdun verwendet. Später wurde es in vielen Propagandapostern sowie auch als Slogan für die Maginot-Linie benutzt.

## Pe aici nu se trece!
Später im Krieg, bei der Schlacht von Mărășești, nutzten rumänische Soldaten die rumänische Übersetzung des Slogans.

## ¡No pasarán!
Kurz nach Beginn des Spanischen Bürgerkriegs nutzte die Republikanerin Dolores Ibárruri in ihrer im Radio übertragenen Rede vom 18. Juli 1936 die spanische Version des Slogans. Ihr Aufruf endete mit:

„¡Viva el Frente Popular! ¡Viva la unión de todos los antifascistas! ¡Viva la República del pueblo! ¡Los fascistas no pasarán! ¡No pasarán!“

„Es lebe die Volksfront! Es lebe die Einheit aller Antifaschisten. Es lebe die Republik des Volkes! Die Faschisten werden nicht durchkommen! Sie werden nicht durchkommen!“

Nach der Einnahme von Madrid 1939 (nach fast dreijähriger Belagerung) antwortete Francisco Franco dem Slogan mit „Hemos pasado“, also „Wir sind durchgekommen“. Wenig später floh Ibárruri.
Heutzutage ist die spanische Version des Slogans Symbol für die politische Linke.

## In der Populärkultur
- In Die Gefährten schreit Gandalf den Balrog mit „You shall not pass!“ an.
- Die letzten Worte eines französischen Kommandos in World War Z von Max Brooks waren „On ne passe pas !“.
- Ein DLC für Battlefield 1, mit welchem die französische Armee und Schlachtfelder hinzugefügt wurden, heißt „They Shall Not Pass“. Auch das Coverart ist eine Anlehnung an das Propaganda-Poster von 1918.[7]